# Carnotit
Carnotitul este un mineral de tip vanadat hidratat de uranil și potasiu cu formula chimică K2(UO2)2(VO4)2·3H2O. 

## Origini și răspândire

### Origini
Carnotitul are o culoare de la gri spre galben și este găsit de obicei sub formă de cruste sau fulgi în gresii. Conținutul mare de uraniu din mineral face carnotitul un important mineral industrial din care se exploatează uraniul.
Este un mineral secundar de uraniu găsit în principal în roci sedimentare, în climate aride.

### Răspândire
El se găsește în Statele Unite ale Americii în: Wyoming; Colorado; Arizona; Utah. Este, de asemenea, găsit și în Grants, New Mexico și comitatul Carbon din Pennsylvania. În plus, el mai poate fi găsit în Zair, Maroc, Radium Hill din Australia și în Kazahstan.

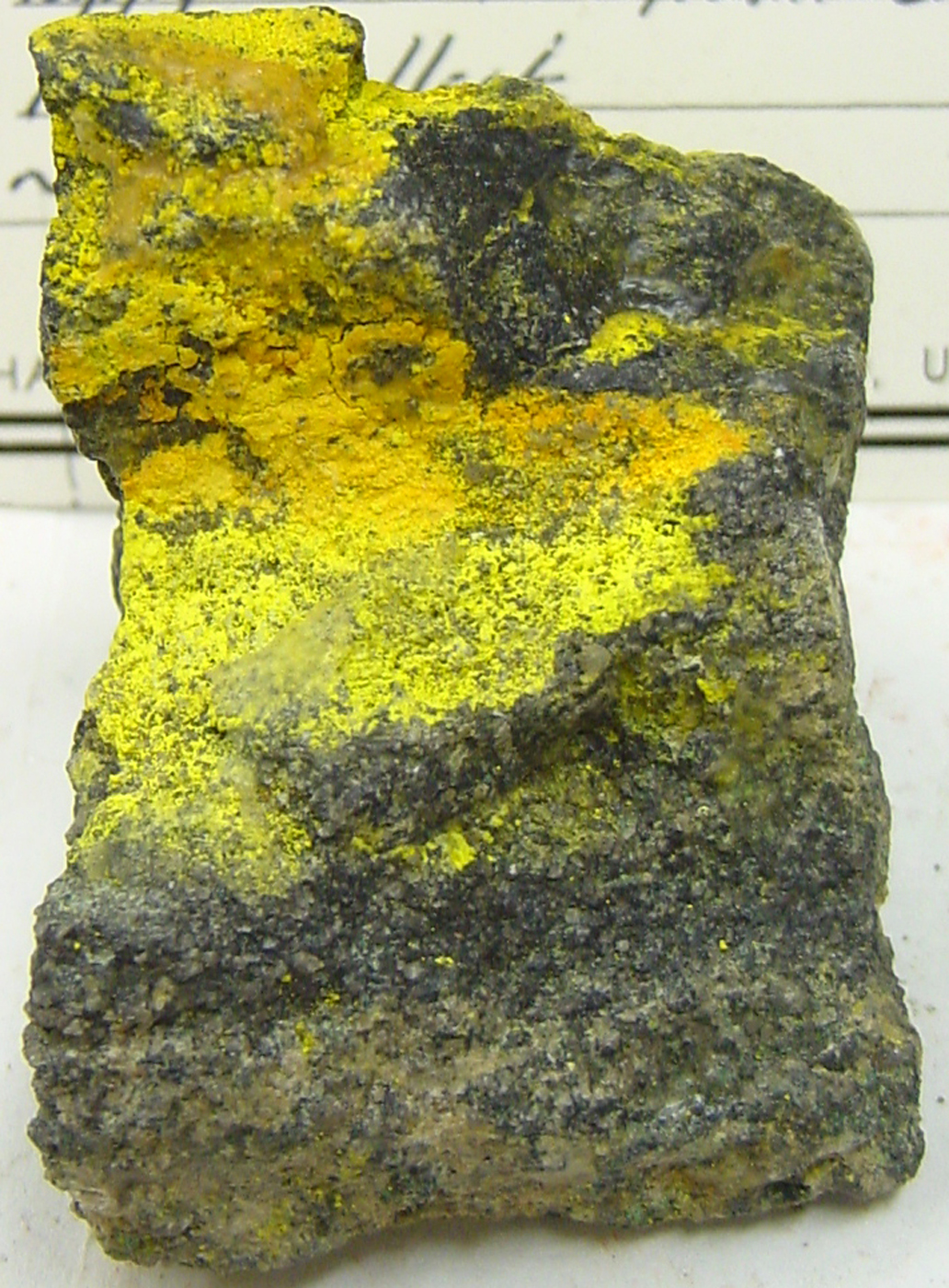
Carnotit din Mina Happy Jack, Utah

## Istorie

### Descoperire
Mineralul a fost descris pentru prima oară în anul 1899 de către savanții francezi M. M. C. Freidel și E. Cumenge, care l-au identificat în specimene aduse din Roc Creek în Montrose County, Colorado, Statele Unite ale Americii. 

### Etimologie
A fost numit după Marie-Adolphe Carnot (1839 - 1920), un inginer minier și chimist francez.

## Specii înrudite
Există câteva minerale înrudite cu carnotitul, dintre care: margaritasitul ((Cs,K,H3O)2(UO2)(VO4)2·H2O) și tyuyamunit (Ca(UO2)2(VO4)2·5-8H2O)